# Detective Conan: The Culprit Hanzawa
Detective Conan: The Culprit Hanzawa (名探偵コナン 犯人の犯沢さん Meitantei Konan Hannin no Hanzawa-san?) es una serie de manga japonesa escrita e ilustrada por Mayuko Kanba. Es un spin-off del manga original Detective Conan de Gōshō Aoyama y está protagonizado por el "criminal" de silueta negra que aparece en la serie principal para representar a los misteriosos culpables. Kanba lanzó el manga en la revista Shōnen Sunday S de Shōgakukan en mayo de 2017 y sus capítulos han sido recopilados en nueve volúmenes tankōbon hasta octubre de 2024. Una adaptación a serie de televisión de anime a cargo de TMS Entertainment, estrenada en octubre de 2022 en la plataforma de Netflix.

## Personajes
Hanzawa-san (犯沢さん?)
 Seiyū: Shouta Aoi
Pometarō (ポメ太郎?)
 Seiyū: Inori Minase

## Medios

### Manga
Detective Conan: The Culprit Hanzawa está escrito e ilustrado por Mayuko Kanba. Es un spin-off del manga original Detective Conan de Gōshō Aoyama y está protagonizado por el "criminal" de silueta negra que aparece en la serie principal para representar a los misteriosos culpables. El manga comenzó en el número de julio de 2017 de la revista Shōnen Sunday S de Shōgakukan, publicada el 25 de mayo de 2017. El capítulo 30 de la serie se publicó el 25 de noviembre de 2019, el capítulo 31 el 25 de febrero de 2020 y el capítulo 32 el 25 de mayo de 2020. La serie reanudó su publicación el 25 de diciembre de 2020. Shogakukan ha recopilado sus capítulos en volúmenes tankōbon individuales. El primer volumen se publicó el 18 de diciembre de 2017. Hasta el 18 de octubre de 2024, se han publicado nueve volúmenes.

#### Lista de volúmenes
| N.º | Fecha de lanzamiento     | ISBN                   |
| --- | ------------------------ | ---------------------- |
| 1   | 18 de diciembre de 2017  | ISBN 978-4-09-128027-5 |
| 2   | 11 de abril de 2018      | ISBN 978-4-09-128226-2 |
| 3   | 18 de octubre de 2018    | ISBN 978-4-09-128564-5 |
| 4   | 10 de abril de 2019      | ISBN 978-4-09-129180-6 |
| 5   | 18 de diciembre de 2019  | ISBN 978-4-09-129450-0 |
| 6   | 18 de octubre de 2021    | ISBN 978-4-09-850727-6 |
| 7   | 15 de septiembre de 2022 | ISBN 978-4-09-851256-0 |
| 8   | 18 de octubre de 2023    | ISBN 978-4-09-852129-6 |
| 9   | 18 de octubre de 2024    | ISBN 978-4-09-853655-9 |

### Anime
El 4 de octubre de 2021 se anunció que el manga recibiría una adaptación al anime. En noviembre de 2021, en el evento virtual "Festival Japan" de Netflix, se reveló que transmitirían la serie en todo el mundo. Está producida por TMS Entertainment y dirigida por Akitaro Daichi, con diseños de personajes a cargo de Fū Chisaka, y música compuesta por Jun Abe y Seiji Muto. El estreno de la serie está previsto para el 4 de octubre de 2022 en Tokyo MX, ytv y BS Nippon. El tema de apertura es "Tsukamaete, Konya", de Leon Niihama, y el tema de cierre es "Secret, voice of my heart", de Mai Kuraki.

## Recepción
El manga ocupó el puesto 14 en la lista de "Cómics recomendados por los empleados de las librerías de todo el país en 2018". En octubre de 2018, el manga tenía más de un millón de ejemplares en circulación..